# گوورگ پنجم
گئورگ پنجم سورنیانتس (ارمنی: Գևորգ Ե. Սուրենյանց (Տփղիսեցի)؛ ۲۸ اوت ۱۸۴۷ – ۸ مهٔ ۱۹۳۰) یک کشیش ارمنی‌تبار اهل گرجستان بود. وی بین سال‌های ۱۹۱۱ تا ۱۹۳۰ میلادی جاثلیق‌های کل ارمنیان بود.
با نام اصلی سورنیانتس در ۲۸ اوت ۱۸۴۷ در تفلیس، گرجستان به دنیا آمد. در بین سال‌های ۱۸۶۵ تا ۱۸۶۸ در دبیرستان کلاسیک در زادگاهش تحصیل نمود. وی در ۸ مهٔ ۱۹۳۰ در سن ۸۲ سالگی در واغارشاپات، ارمنستان درگذشت و در کلیسای جامع اچمیادزین به خاک سپرده شد.

## زندگی‌نامه

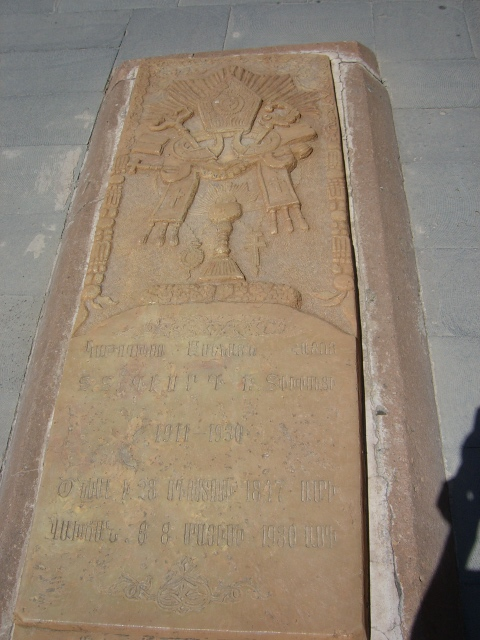
مقبره گوورگ پنجم نزدیک ورودی اچمیادزین

گوورگ پنجم در تفلیس به دنیا آمد و بین سال‌های ۱۸۶۵ تا ۱۸۶۸ در دبیرستان کلاسیک زادگاه خود تحصیل کرد. در سال ۱۸۷۲ به‌عنوان کشیش (وارتابد) در کلیسای حواری ارمنی تقدیس شد و در سال ۱۸۸۲ به‌عنوان اسقف منصوب گردید. در سال ۱۸۷۴ در مدرسه الهیات گئورکیان در اچمیادزین تدریس کرد و سال بعد به‌عنوان اسقف آرتساخ (آذربایجان کنونی) منصوب شد. سپس در سال ۱۸۷۸ به‌عنوان معاون پیشوای مذهبی در الکساندروپل (شهر کنونی گیومری) و در سال ۱۸۸۱ در ایروان خدمت کرد. در سال ۱۸۸۶ به‌عنوان پیشوای مذهبی آستراخان در روسیه منصوب شد و در سال ۱۸۹۴ به‌عنوان پیشوای مذهبی ارمنیان گرجستان منصوب گردید.
در سال ۱۹۰۷ به‌عنوان دستیار در کاتولیکوسات در آستان مریم مقدس اچمیادزین منصوب شد و در دسامبر ۱۹۱۱ به‌عنوان کاتولیکوس تمامی ارمنیان انتخاب گردید، سمتی که برای سه دهه تا سال ۱۹۳۰ آن را بر عهده داشت.
در اکتبر ۱۹۱۲، او از مداخله روسیه برای کمک به ارمنیان ترک‌نشین حمایت کرد. او در امور سیاسی ارمنی در دوران بسیار بحرانی فعال بود و بخشی از هیئت ارمنی به رهبری بوغوس نوبار پاشا بود. همچنین او تلاش‌های امدادی برای بازماندگان نسل‌کشی ارمنی‌ها را سازمان‌دهی کرد. وی ریاست کمیته امدادی برای قربانیان ارمنی، پناهندگان، سربازان زخمی و خانواده‌های آن‌ها را بر عهده داشت. کمک‌ها در سراسر ارمنستان و همچنین ترکیه، گرجستان و روسیه توزیع شد.
او زمانی که جمهوری اول ارمنستان در مه ۱۹۱۸ تأسیس شد، کاتولیکوس ارشد بود. او از کمپین‌های نظامی مختلف حمایت کرد و از انتقال کاتولیکوسات از اچمیادزین به مکانی امن خودداری کرد.
بیانیه کاتولیکوس تمامی ارمنیان گئورگ پنجم سورنیانتس به مردم ارمنستان. مه ۱۹۱۸— اگر مردم ارمنستان نتوانند پیشروی دشمن را متوقف کنند، اگر نتوانند مقدسات ما را نجات دهند، پس خودم شمشیری خواهم گرفت و در حیاط کلیسای مادر خواهم افتاد، اما از آستان مریم مقدس که به‌عنوان ودیعه از سوی پدران ما باقی‌مانده است، ترک نخواهم کرد 
با تأسیس جمهوری سوسیالیستی شوروی ارمنستان در سال‌های ۱۹۲۰–۱۹۲۱ و جمهوری سوسیالیستی فدراتیو شوروی قفقاز جنوبی در سال ۱۹۲۲ که شامل ارمنستان، گرجستان و آذربایجان بود، او از ترک پست خود خودداری کرد و از مردم ارمنستان خواست که با رژیم جدید همکاری کنند تا به‌عنوان یک پناهگاه امن برای ارمنیان عمل کند.
او همچنین به‌طور فعال در ساخت کلیساهای جدید در دیاسپورای ارمنی مشارکت داشت و شبکه‌ای از مؤسسات مذهبی و مدارس را توسعه داد و همچنین موسیقی مذهبی چهارصدای آهنگساز ماکار یکمالیان را وارد مراسم کلیسای ارمنی کرد.
گوورگ پنجم در سال ۱۹۳۰ در اچمیادزین، جمهوری سوسیالیستی شوروی ارمنستان درگذشت و در نزدیکی کلیسای مادر مقدس اچمیادزین در مجموعه کاتولیکوسات دفن شد.
پس از مرگ او، کلیسای ارمنی و همچنین تمامی ادیان سازمان‌یافته در اتحاد جماهیر شوروی تحت تعقیب و کنترل شدید قرار گرفتند، به‌ویژه از طریق دستورهای جوزف استالین. به مدت دو سال هیچ کاتولیکوس جدیدی انتخاب نشد و تخت سلطنت از ۱۹۳۰ تا ۱۹۳۲ خالی ماند. اما زمانی که فشار از سوی استالین موقتی کاهش یافت، زمان مناسبی برای انتخاب اسقف خورن مرادبکیان به‌عنوان کاتولیکوس جدید تمامی ارمنیان به‌عنوان خورن اول ارمنستان بود.
| پیشین: متیو دوم ارمنستان | کاتولیکوس دیدگاه مقدس اچمیادزین و تمامی ارمنیان ۱۹۱۱–۱۹۳۰ | پسین: موقعیت خالی (۱۹۳۰–۱۹۳۲) دنبال شده توسط خورن اول ارمنستان |